# Boeing 747-8
Boeing 747-8 − szerokokadłubowy samolot dalekiego zasięgu, produkowany przez Boeing Company. Jego nazwa pochodzi od Boeinga 747, który jest jego poprzednikiem i pierwowzorem; a także od Boeinga 787, z którym ten samolot dzieli część nowoczesnej techniki.

## Podstawowe dane
Samolot jest produkowany w wersji pasażerskiej (747-8I) i towarowej (747-8F). W porównaniu do poprzednika modelu 747-400, w wersji pasażerskiej, został przedłużony o 4,1 metra w części dwupoziomowej i 1,5 metra w części jednopoziomowej. Tym samym (dane na rok 2012) jest najdłuższym samolotem pasażerskim. Pasażerska wersja tego samolotu zabiera od 362 pasażerów w 3-klasowej konfiguracji (wersja dla Lufthansy) do 581 w konfiguracji 1-klasowej. Według producenta dzięki zastosowaniu materiałów kompozytowych do jego budowy, masa w przeliczeniu na pasażera jest mniejsza od konkurencyjnego Airbusa A380 o 10%, a zużycie paliwa w przeliczeniu na pasażera jest niższe o 11% od swojego największego rywala. Silniki firmy General Electric model GEnx-2B67 mają zmniejszoną o 16% emisję CO2 i są cichsze o 30% w porównaniu do poprzednich modeli. Wszystko to powoduje zmniejszenie kosztów operacyjnych o 30%).
Wersja towarowa zabiera na pokład ładunek o wadze do 140 000 kg na odległość do 8130 km. Jest najbardziej ekonomicznym samolotem towarowym na świecie, z kosztem 1 tony ładunku na 1 milę niższym o 16% od modelu 747-400F i 23% niższym niż Airbus A380F.

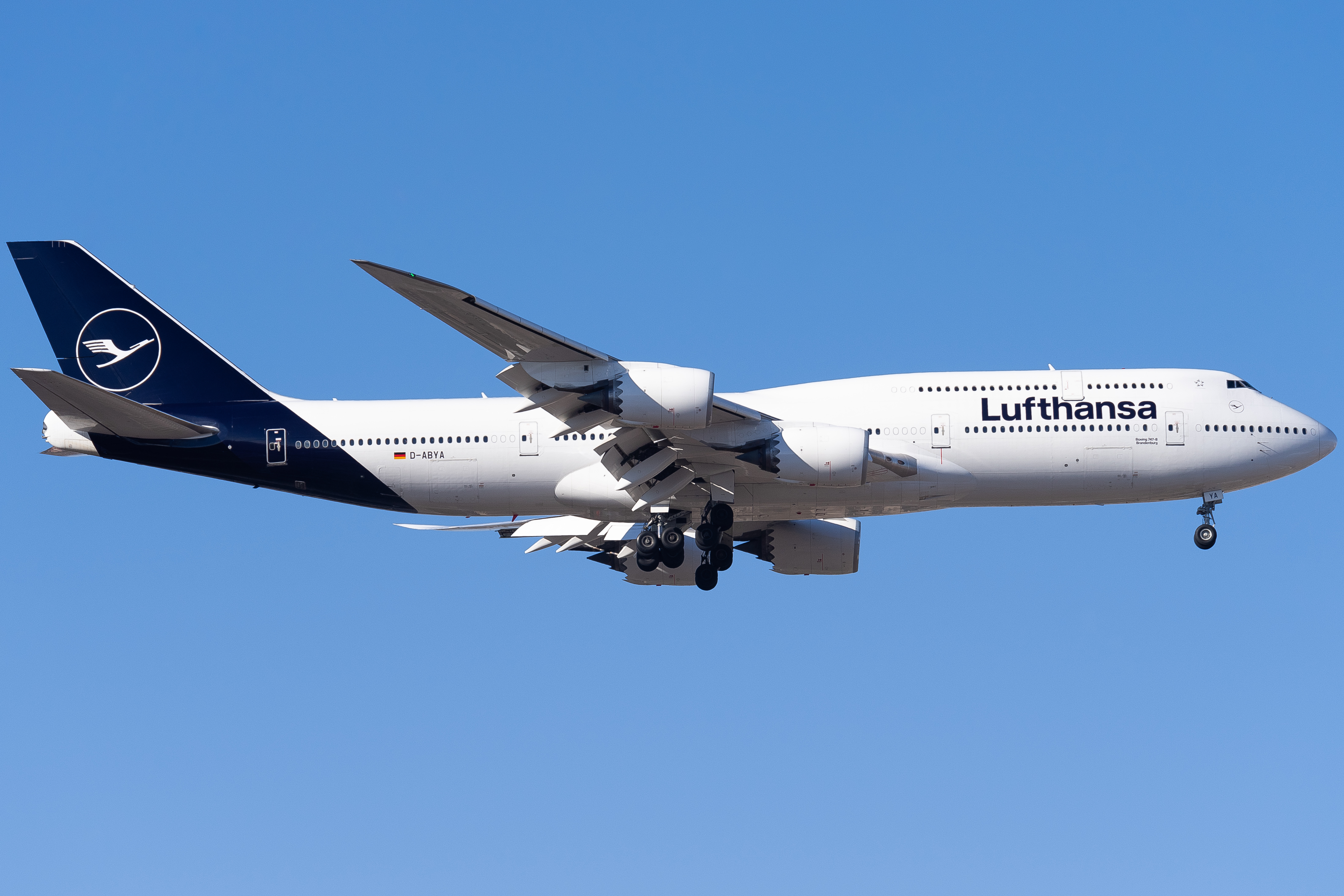
747-8 w nowym malowaniu Lufthansy

## Premiera i pierwszy lot
Prezentacja pasażerskiego 747-8 odbyła się 14 lutego 2011 roku w fabryce Boeinga. Samolot otrzymał czerwono-pomarańczowo-białą kolorystykę, nawiązującą do najważniejszych klientów firmy, u których te barwy oznaczają szczęście.
Wersja pasażerska (Intercontinental) w dniu 20 marca 2011 roku oficjalnie po raz pierwszy wzbiła się w powietrze z lotniska w Everett o godzinie 22:00 czasu polskiego (około godziny 16:00 czasu tamtejszego – UTC-05:00). Lot trwał 4 h i 25 min a za sterami maszyny siedzieli piloci Mark Feuerstein i kapitan Paul Sterner. W trakcie swojego pierwszego lotu samolot osiągnął wysokość przelotową 5791 m i maksymalną prędkość około 463 km/h. Sprawdzono podstawowe własności pilotażowe oraz działanie najważniejszych systemów. Dziewiczy lot był pierwszym lotem, zaliczającym się do programu prób w powietrzu, obejmującego 600 h w locie.
Pierwszy lot wersji transportowej odbył się 8 lutego 2010 roku na lotnisku testowym firmy Boeing.

## Zamówienia i dostawy

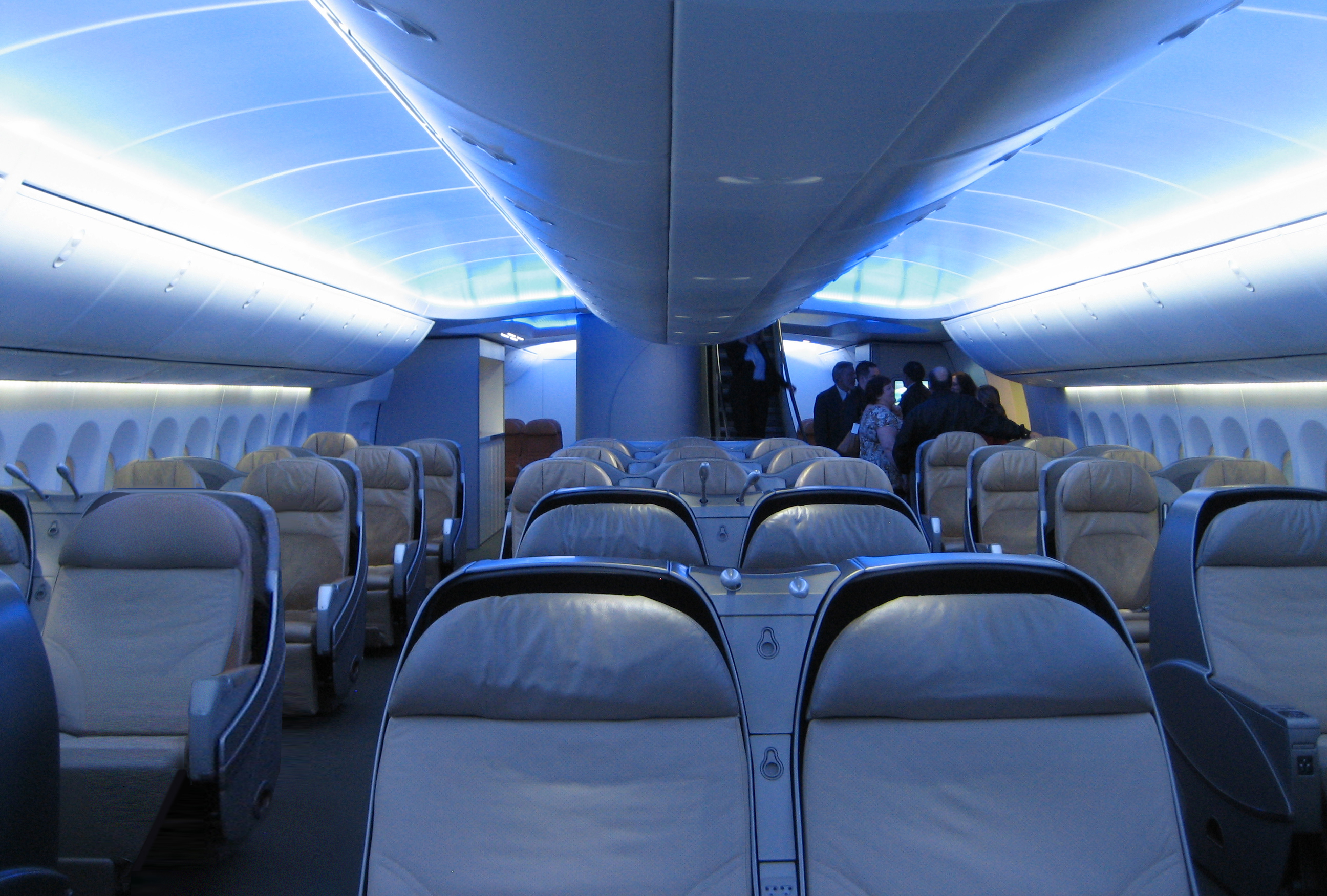
Wnętrze samolotu w wersji pasażerskiej; główny pokład – układ siedzeń 2-2-2.

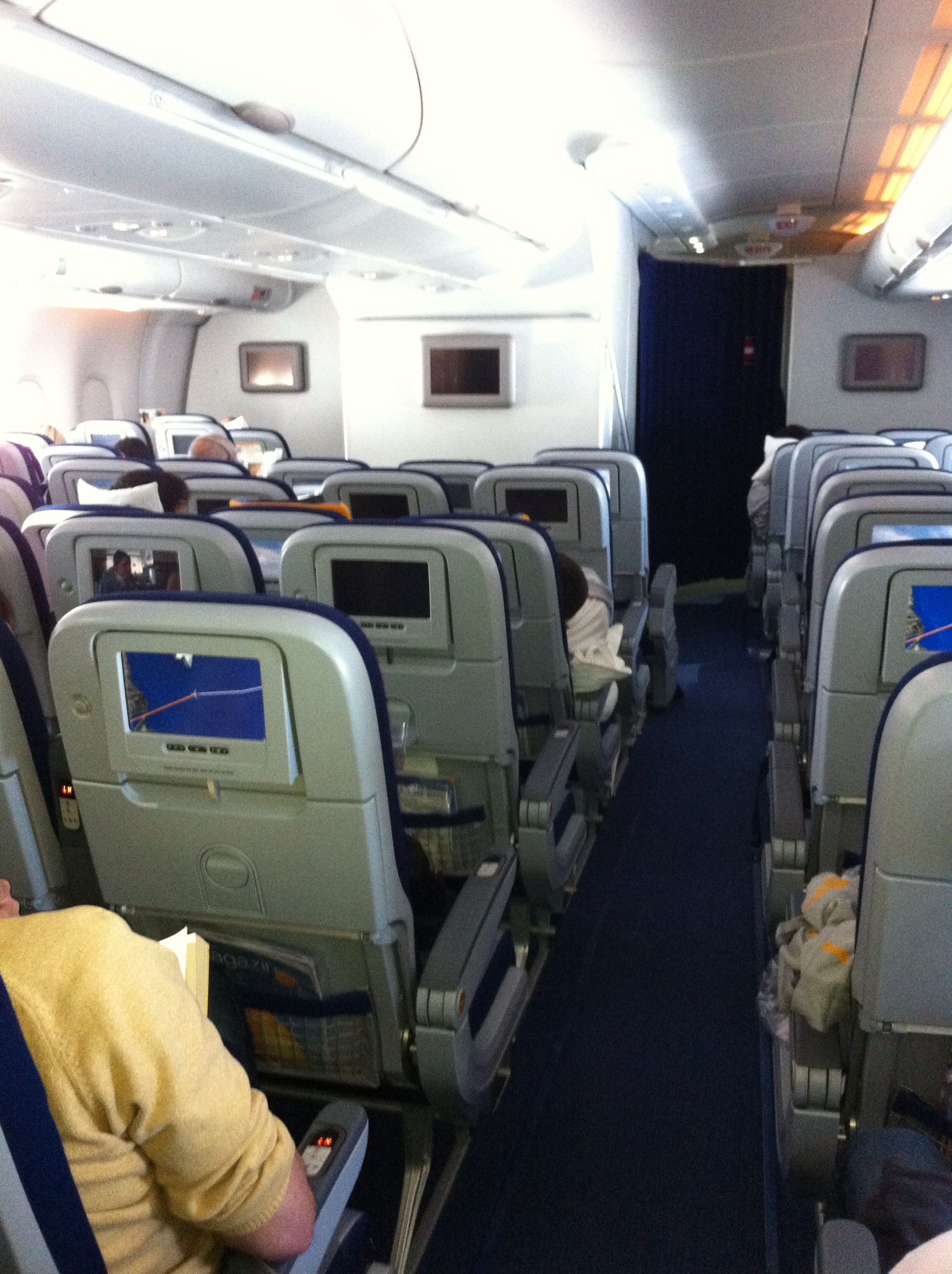
Wnętrze samolotu w służbie Lufthansy nr rej. D-ABYA. Pokład główny, kabina klasy ekonomicznej, układ siedzeń 3-4-3.

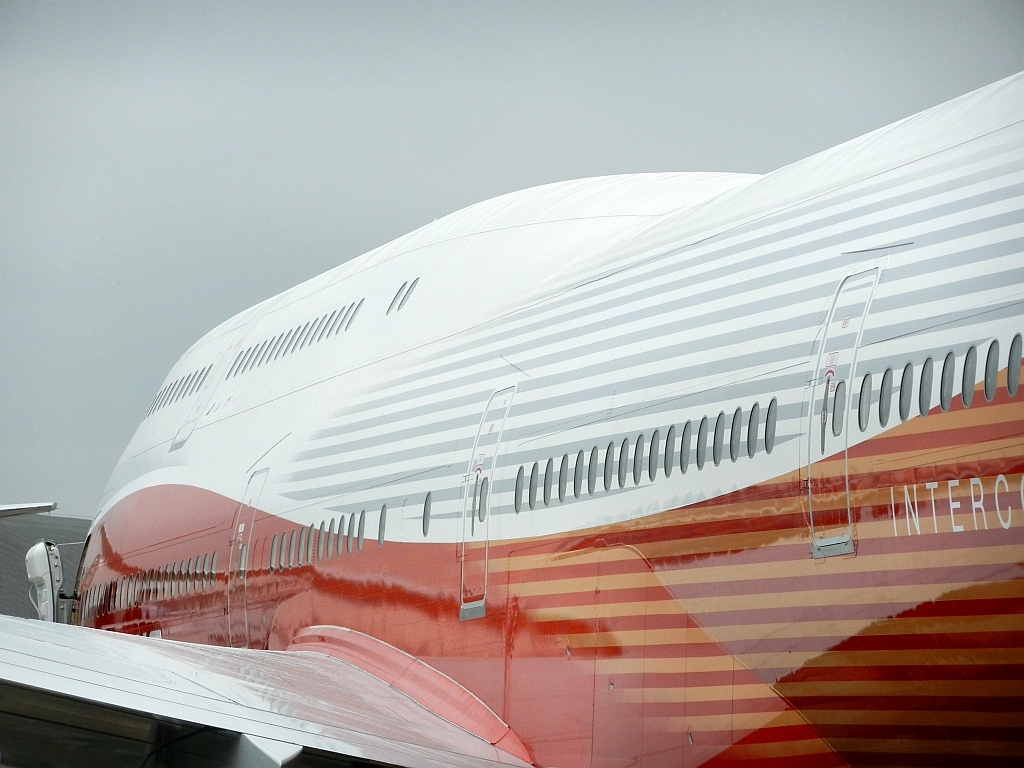
747-8I w nowych barwach producenta

W 2016 roku tempo produkcji 747-8 ograniczono do 0,5 samolotu miesięcznie, co pozwoli utrzymać linię montażową do 2021 roku. W 2017 roku Boeing dysponował siedmioma samolotami zakonserwowanymi na pustyni Mojave, które nie zostały dostarczone, w tym dwoma towarowymi 747-8F dla Nippon Cargo Airlines (anulowane zamówienie), dwoma pasażerskimi 747-8i dla Transaero (linie zbankrutowały w 2015, w 2017 samoloty kupiły siły powietrzne USA), jednym 747-8i dla Arik Air (zamienione na 787-9), jednym 747-8i wyprodukowanym dla Abu Dhabi Amiri Flight oraz 20. egzemplarzem dla Lufthansy, który zamieniono na samolot testowy. W lipcu 2017 do Korean Air przekazano ostatni wyprodukowany pasażerski 747-8, kończąc produkcję pasażerskich Jumbo Jetów trwającą 47 lat. 
| Pierwsze zamówienie  | Linia lotnicza                               | 747-8I | 747-8F | Pierwsza dostawa     | Dost |
| -------------------- | -------------------------------------------- | ------ | ------ | -------------------- | ---- |
| 15 listopada 2005    | Cargolux                                     |        | 14     | 12 października 2011 | 14   |
| 15 listopada 2005    | Nippon Cargo Airlines                        |        | 8      | 25 lipca 2012        | 8    |
| 30 maja 2006         | Boeing Business Jet1                         | 8      |        | 28 lutego 2012       | 8    |
| 11 września 2006     | Atlas Air                                    |        | 10     | 2 listopada 2011     | 10   |
| 30 listopada 2006    | AirBridgeCargo Airlines (Volga-Dnepr UK Ltd) |        | 10     | 26 stycznia 2012     | 5    |
| 6 grudnia 2006       | Lufthansa                                    | 19     |        | 25 kwietnia 2012     | 19   |
| 28 grudnia 2006      | Korean Air Cargo                             |        | 7      | 6 lutego 2012        | 7    |
| 8 listopada 2007     | Cathay Pacific                               |        | 14     | 31 października 2011 | 14   |
| 7 grudnia 2009       | Korean Air                                   | 10     |        | 25 sierpnia 2015     | 10   |
| 6 września 2012      | Air China                                    | 7      |        | 27 września 2014     | 7    |
| 27 listopada 2012    | Saudia Cargo                                 |        | 2      | 23 marca 2013        | 2    |
| 9 lipca 2013         | Silk Way Airlines                            |        | 5      | 22 sierpnia 2014     | 5    |
| 10 października 2014 | AirBridgeCargo Airlines                      |        | 7      | 10 października 2014 | 7    |
| 27 października 2016 | UPS Airlines                                 |        | 28     | 28 września 2017     | 4    |
| 2 marca 2017         | Nieznany                                     | 1      | 1      | 10 grudnia 2017      | 1    |
| 26 września 2017     | Qatar Airways Cargo                          |        | 2      | 26 września 2017     | 2    |
| 31 sierpnia 2017     | United States Air Force                      | 2      |        | 31 października 2017 | 2    |
| Razem                |                                              | 47     | 108    |                      | 125  |

1 1 Boeing Business Jets, 2 Qatar Amiri Flight, 1 Abu Dhabi Amiri Flight, 1 Kuwejt, 1 Royal Flight of Oman, 1 Arabia Saudyjska,1 Worldwide Aircraft Holding (Katar)
Dane do 28 lutego 2018.

## Air Force One
W 2009 roku, United States Air Force ogłosiły zapotrzebowanie na nowy samolot prezydencki, jako następca wysłużonych modeli 747-2G4B (rok produkcji 1990) o oznaczeniu wojskowym VC-25A. Nowy samolot prezydencki miał wejść do służby w 2017 roku. Początkowo pod uwagę były brane europejski Airbus A380 oraz 747-8.
28 stycznia 2009 Airbus ogłosił, że nie będzie ubiegał się o kontrakt z USAF w tej kwestii, więc Boeing został jako jedyny chętny. Amerykański producent proponował zmodyfikowane modele 747-8 Intercontinental lub 787 Dreamliner. 29 stycznia 2015 roku USAF poinformowały o wyborze Boeinga 747-8 Intercontinental na następcę VC-25A. W styczniu 2016 podpisano pierwszą umowę na 26 mln USD na rozpoczęcie badań. W lipcu 2016 Boeingowi zlecono prace projektowe, które mają na celu minimalizację kosztów i opóźnień przy docelowej produkcji o wartości 127,3 mln USD. Samoloty mają osiągnąć gotowość operacyjną w 2023 roku.
W grudniu 2016 roku przed objęciem urzędu prezydent Donald Trump zasugerował możliwość anulowania zakupu, wskazując, że koszty nowego Air Force One wymknęły się spod kontroli i mogą sięgnąć 4 mld USD. Na lata 2017-2021 USAF zaplanowały wydanie na program 2,872 mld USD. W sierpniu 2017 USAF zawarły z Boeingiem umowę zakupu dwóch istniejących egzemplarzy 747-8. Po przeprowadzeniu głębokich modyfikacji samoloty mają wejść do służby około 2024 roku. Dwa samoloty wyprodukowano w 2015 roku dla upadłych rosyjskich linii Transaero, ich cena katalogowa wynosiła wtedy ok. 370 mln USD za szt.

## Galeria

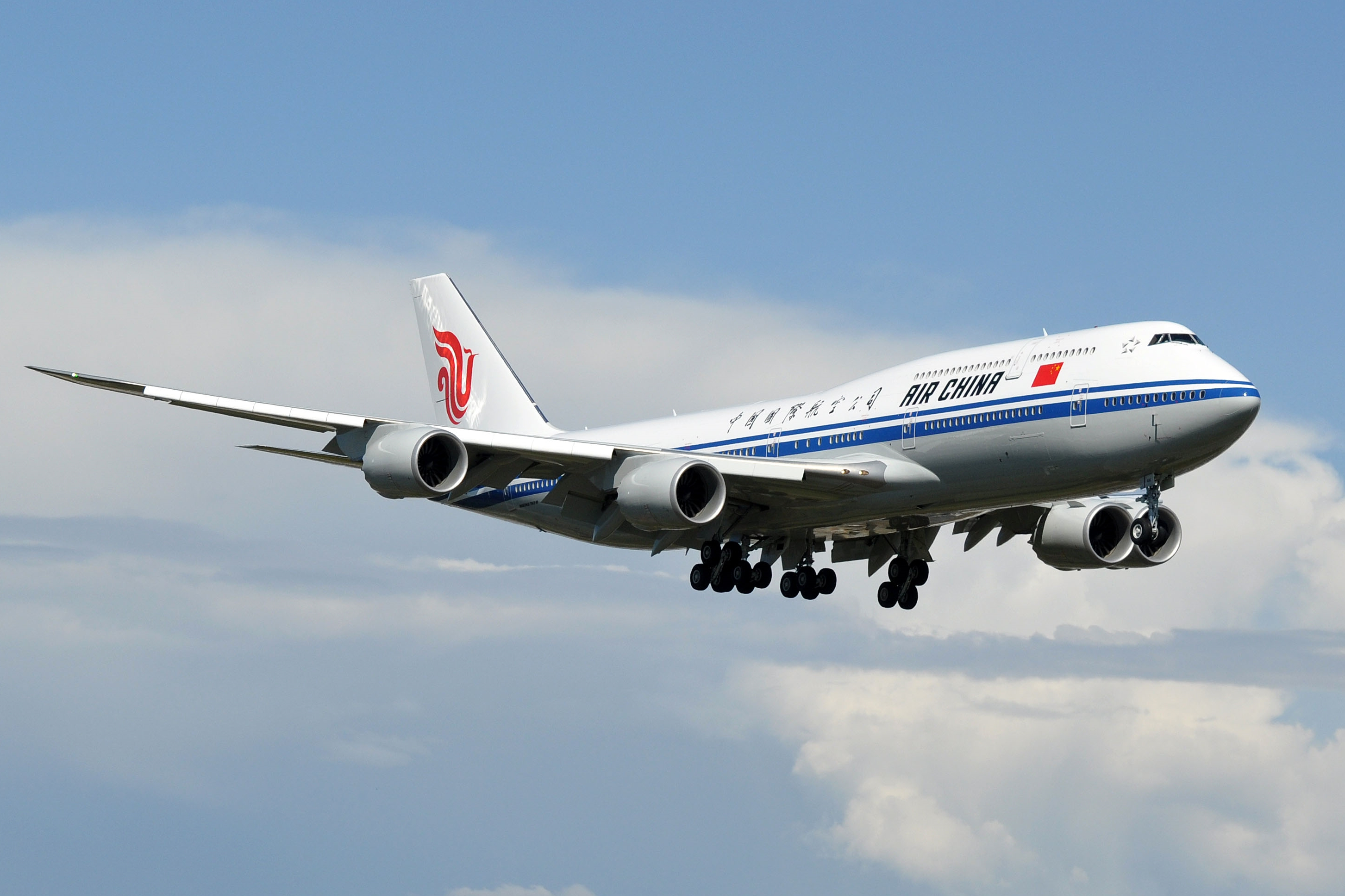
Boeing 747-8 w barwach Air China
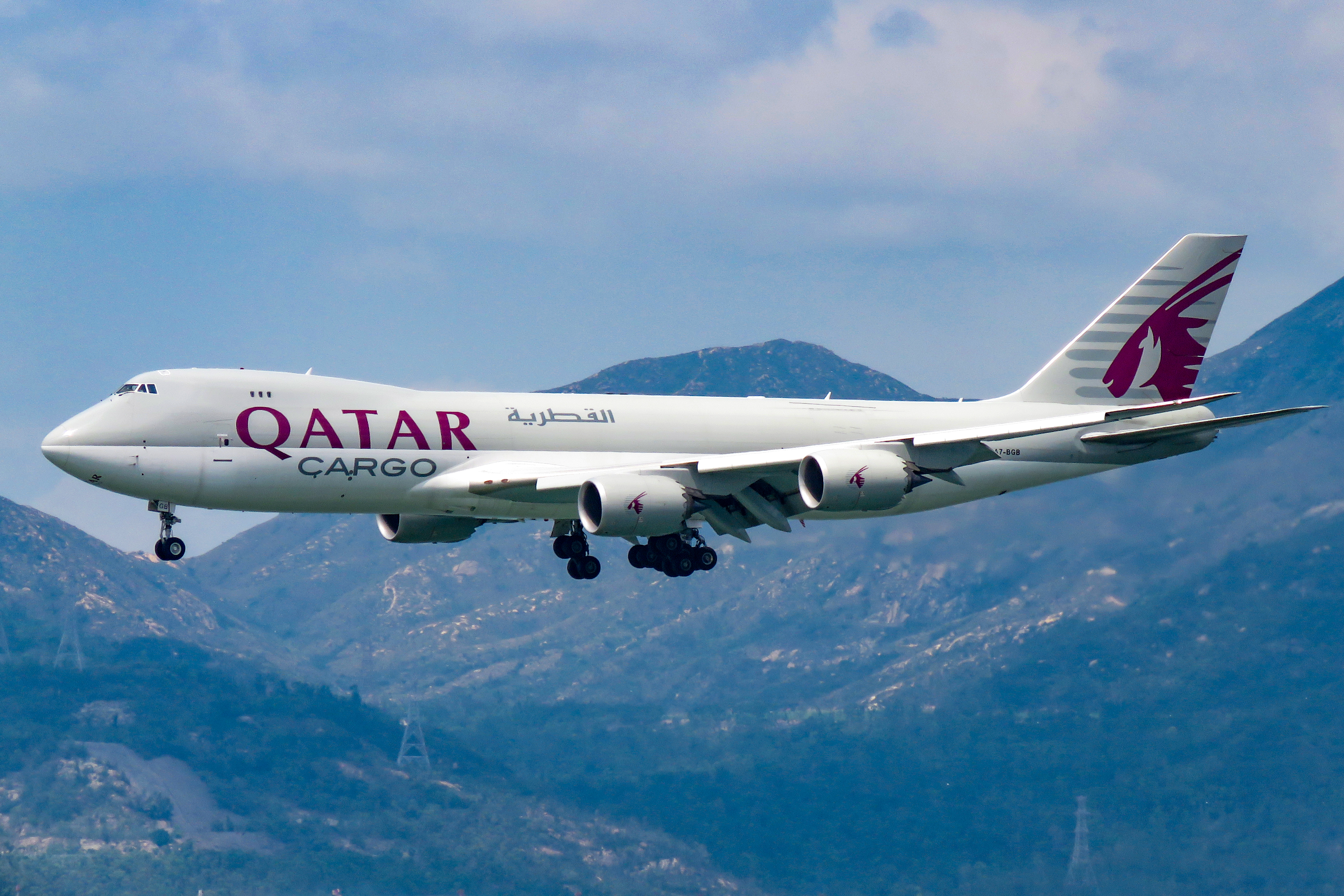
Boeing 747-8F w barwach Qatar Cargo podchodzący do lądowania w Porcie lotniczym Hongkong
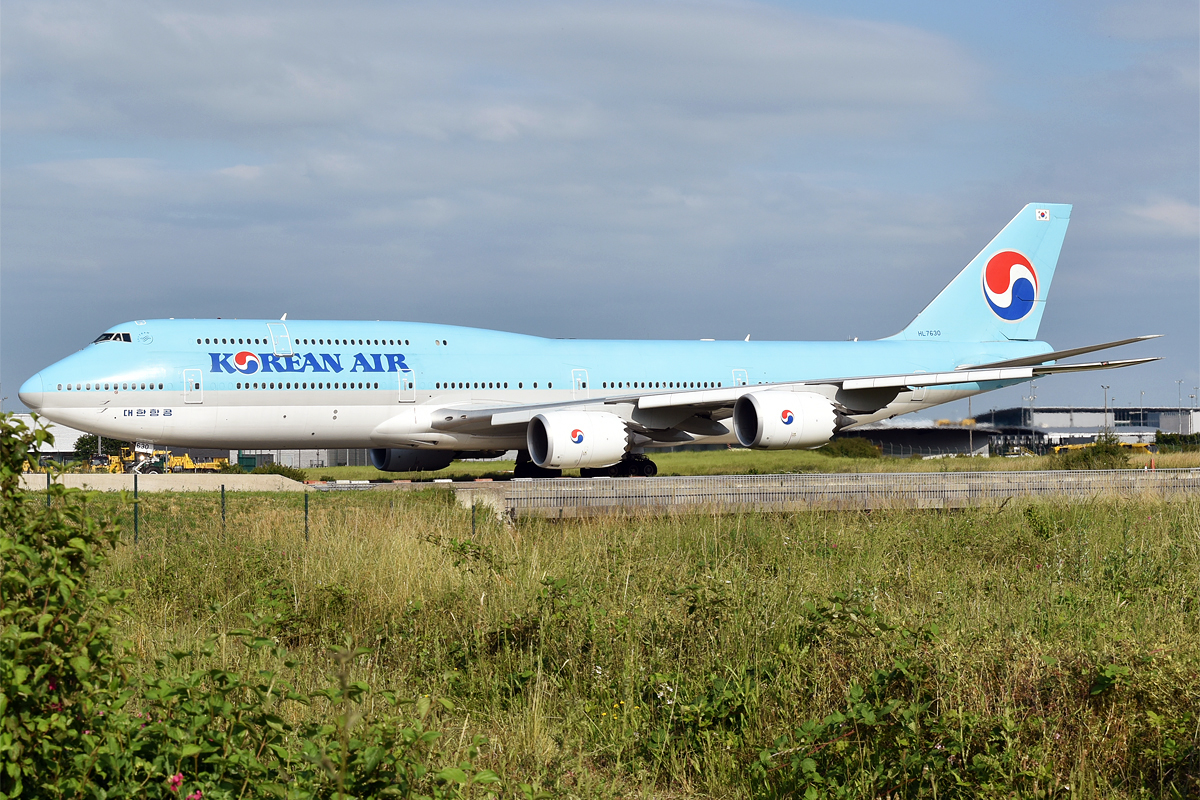
Boeing 747-8 Korean Air na płycie Portu lotniczego Paryż-Roissy-Charles de Gaulle
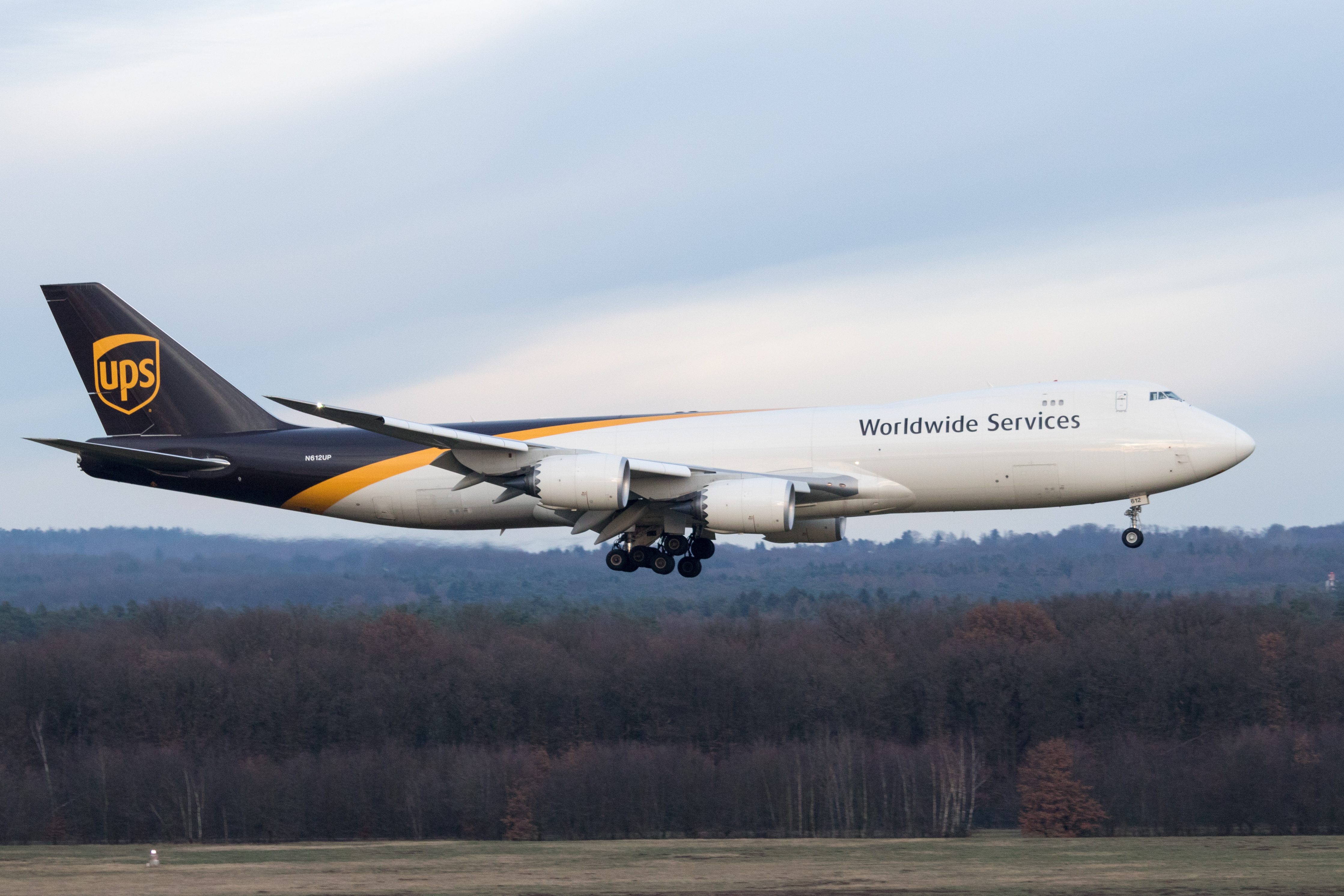
Boeing 747-8F w barwach UPS Airlines lądujący w Porcie lotniczym Kolonia/Bonn